# Similosodus fuscosignatus
Similosodus fuscosignatus là một loài bọ cánh cứng trong họ Cerambycidae.